# SN 2009dy
SN 2009dy – supernowa typu Ia odkryta 22 kwietnia 2009 roku w galaktyce A150104+4313. W momencie odkrycia miała maksymalną jasność 18,40m.